# 2024年新喀里多尼亞騷亂
2024年新喀里多尼亚骚乱（法语：Émeutes de 2024 en Nouvelle-Calédonie）是指2024年5月13日因当地有争议的选举机构改革在法國在太平洋的特殊集體新喀里多尼亞爆發的暴力抗議。

## 背景
新喀里多尼亚曾三次獨立公投的嘗試均以失敗告終。1987年，只有不到2%的人口投票支持独立，而到了2020年，超過一半的選民仍然反對獨立。第三次公投结果是95%的居民拒絕脫離法国。然而，投票率僅為44%。
卡纳克人是新喀里多尼亚的原住民美拉尼西亚居民。卡爾多什人是19世紀抵達新喀里多尼亚的白人定居者的後裔。他們是群島第二大社區。
法國議會此前通過了有爭議的投票改革法案，旨在放寬在新喀里多尼亞地區選舉的選民限制。原先根據《努美阿協議》，只有1998年之前的新喀里多尼亞居民及其後代能投票，而法國政府希望把選舉權擴大至在當地住超過10年的人。這項改革將允許更多歐洲人和波利尼西亞人後裔投票，削弱了當地原住民的影響力而備受爭議。

## 事态进展
2024年5月13日，當地代表們就法律的通過進行辯論時，努美阿爆發了暴力事件。執法部隊與支持獨立的示威者發生衝突，造成憲兵受傷。此外還有人縱火和搶劫。在努美阿監獄中心的一次未遂叛亂中，三名監獄工作人員被短暫扣為人質。受影響地區的學校和公共服務機構關閉。法國高級專員請求巴黎增援以維持秩序，並宣布48小時內禁止攜帶和運輸武器以及禁止銷售酒類。
2024年5月15日，法國總統馬克龙召開國防委員會隨後，請求頒布一項旨在宣布新喀裡多尼亞進入緊急狀態的法令，並將其列入部長會議議程。
2024年5月18日晚，法国內政部長宣布啟動一項由600多名憲兵組成的重大行動，其中包括來自GIGN的100名憲兵，旨在恢復努美阿和機場之間60公里的主幹道 。截至当日，暴力事件已造成六人死亡，最近的一名死者是18日下午在北方省卡拉戈门死亡的一名卡爾多什人。另外五名死者是努美阿地区的两名宪兵和三名卡纳克人。法国高级专员公署补充说，在近一周的时间里，“共有230名骚乱者被捕”。
2024年5月23日，法國總統马克龙抵达新喀里多尼亚首府努美阿，与支持投票改革法案和反對投票改革法案的黨團进行磋商。马克龙承诺，投票改革措施“不会立即推出”。同日，紐西蘭皇家空軍使用波音757撤離了50名市民。
5月24日，警察與騷亂者之間的衝突導致一名示威者死亡。同日,第三架撤離航班將50名新西蘭人通過C130運輸機撤離。
5月25日，騷亂持續，法國開始撤離新喀里多尼亞的法國遊客。一些人通過法國軍方的飛機撤離。另一些則通過法國陸軍的包機前往澳大利亞和新西蘭，再從那裡返回法國。
5月26日，獨立派領導人表示，他們的目標是讓新喀里多尼亞完全脫離法國並獨立，同時也建議騷亂者放鬆對路障的控制，以允許物資通過，但明確表示“抵抗”將繼續，路障仍將保留。
法國政府於5月28日05:00解除了新喀里多尼亞的緊急狀態。一項促進對話的任務旨在重建獨立派和保皇派之間的對話。在此框架之外採取的宵禁和禁止使用TikTok的措施仍然維持，禁止運輸或攜帶武器以及銷售酒精的禁令也同樣保留。 但國際機場計劃在6月2日之前不會重新開放。
5月29日，TikTok的禁令被解除。
6月1日，一名卡納克族的休班警官遭到自衛隊的襲擊。
6月3日，兩名男子襲擊了一輛憲兵車輛，導致車內憲兵向他們開槍。其中一名襲擊者於6月7日因傷重不治身亡。
截至6月5日，努美阿國際機場已有限度地恢復商業航班。但努美阿與國際機場之間的主要道路仍被騷亂分子設置的眾多路障阻斷。
6月12日，法國總統馬克龍在宣布解散國會的新聞發布會上宣布，暫停修改新喀里多尼亞選舉體制的憲法改革。
6月19日，當局宣布逮捕了11人，包括親獨立運動CCAT的領導人克里斯蒂安·泰因（Christian Tein），他們被懷疑煽動暴力。其中七人被送往法國本土，當中包括:被拘留在米盧斯接受進一步訊問的Tein;被關押在第戎的CCAT通訊主管;以及被監禁在里永的國會主席辦公室主任。
6月23日，努美阿再次爆發騷亂，抗議者焚燒了庫馬克市政廳和幾輛警車，破壞了帕伊塔的部分地區，並設置了路障。丹贝阿的一輛消防車也遭到攻擊。新喀里多尼亞各地的一個警察局和幾棟其他建築物也被縱火。

## 境外勢力指控
根據各種估計，大約有35-50萬亞美尼亞僑亞居住在法國，对法国政坛有相当的影响力，使法國在第二次納戈爾諾-卡拉巴赫战争（納卡戰爭）中支持亞美尼亞。2020年11月25日，第二次纳卡戰爭結束後，法國參議院立即承認納戈爾諾-卡拉巴赫為獨立國家，此举惹怒了阿塞拜疆当局。
2023年7月，法屬馬提尼克島、圭亞那、新喀裡多尼亞和玻里尼西亞的分離主義者參加會議受邀參加在阿塞拜疆首都巴庫舉行的會議，巴庫倡議小組 (GIB) 在此成立。該組織以非政府組織的身份出現，匯集了海外的反殖民主義運動，在社群網路上大量指責法國「殖民主義」。
2023年9月19日，巴黎要求召開安理會緊急會議，譴責亞塞拜然干預新喀里多尼亞事務。
2023年10月，「新殖民主義：侵犯人權和不公義」國際會議在巴庫舉行，亞塞拜然總統公开指責法國的地緣政治陰謀和濫用聯合國安理會常任理事國席位；危害人類罪；150萬阿爾及利亞人被謀殺；盜竊第三世界國家的財富；在法屬玻里尼西亞進行了200次核試驗，在阿爾及利亞進行了17次核試驗及引发現代法國的種族主義和伊斯蘭恐懼症。
2024年4月18日，當地議會的民選代表奧邁拉·奈瑟利纳（Omayra Naisseline）甚至前往巴庫，感謝阿塞拜疆國家「在卡納克人的獨立道路上與他們並肩作戰」 。并簽署了一份備忘錄，建立其社區與阿塞拜疆議會之間的雙邊關係。
法國內政部長傑拉爾德·達爾馬寧在2024年5月17日表示，阿塞拜疆與中國和俄羅斯一起干涉群島事務。作為證據，法國政府使用了当地分離主義集會上出現的阿塞拜疆國旗的照片。他們被指控與巴庫有聯繫。阿塞拜疆當局则予以否认。

## 影响
- 出於安全原因，法國體育部長取消了奧運聖火在新喀裡多尼亞境內的傳遞。[25]
- 新喀裡多尼亞騷亂導致鎳價飆升，2024年5月21日倫敦金屬交易所交易期間鎳價達到每噸2,127.5萬美元。[26]
- 外國公民紛紛撤離新喀里多尼亞[27]。